# Sunne IK
Le Sunne IK est un club de hockey sur glace de Sunne[Lequel ?] en Suède. Il évolue en Division 1, le troisième échelon suédois.

## Historique
Le club est créé en ?.

## Palmarès
- Aucun titre.